# Борок (Ульяновська область)
Борок (рос. Борок) — селище в Карсунському районі Ульяновської області Російської Федерації.
Населення становить 4 особи. Входить до складу муніципального утворення Карсунське міське поселення.

## Історія
Від 2004 року входить до складу муніципального утворення Карсунське міське поселення.

## Населення
| 2010 |
| ---- |
| 4    |